# Campionati del mondo di ciclismo su pista 1993
I Campionati del mondo di ciclismo su pista 1993 si svolsero a Hamar, in Norvegia, dal 17 al 29 agosto.

## Medagliere
| Posiz. | Nazione     | Oro | Argento | Bronzo | Totale |
| ------ | ----------- | --- | ------- | ------ | ------ |
| 1      | Australia   | 3   | 2       | 0      | 5      |
| 2      | Francia     | 1   | 3       | 1      | 5      |
| 3      | Stati Uniti | 1   | 1       | 2      | 4      |
| 4      | Paesi Bassi | 1   | 1       | 0      | 2      |
| 5      | Danimarca   | 1   | 0       | 1      | 2      |
| 5      | Regno Unito | 1   | 0       | 1      | 2      |
| 7      | Belgio      | 1   | 0       | 0      | 1      |
| 7      | Canada      | 1   | 0       | 0      | 1      |
| 7      | Italia      | 1   | 0       | 0      | 1      |
| 10     | Germania    | 0   | 2       | 3      | 5      |
| 11     | Austria     | 0   | 1       | 0      | 1      |
| 11     | Russia      | 0   | 1       | 0      | 1      |
| 13     | Giappone    | 0   | 0       | 1      | 1      |
| 13     | Rep. Ceca   | 0   | 0       | 1      | 1      |
| 13     | Ucraina     | 0   | 0       | 1      | 1      |
|        | Totale      | 11  | 11      | 11     | 33     |